# George Călinescu
Pour les articles homonymes, voir Călinescu.
George Călinescu, de son nom de naissance Gheorghe Vișan, né le 14 juin 1899 à Bucarest et mort le 12 mars 1965 à Otopeni, près de Bucarest,  est un écrivain, critique, esthéticien, essayiste, historien de la littérature, professeur à l'université de Iași et à l'université de Bucarest, académicien roumain. 
Il a écrit des romans réalistes à la manière de Balzac, auquel il a consacré des pages dans Scriitori străini (Écrivains étrangers), 1967. Il a passé en revue toute la littérature roumaine des origines jusqu'au temps présent, étant considéré comme l'un des plus importants critiques littéraires roumains de tous les temps, à côté de Titu Maiorescu et Eugen Lovinescu.

## Œuvres

### Traductions
- Giovanni Papini, Un homme fini, roman sous le titre roumain de Un om sfârșit, 1921
- Giovanni Boccacio, Decameronul (1921) (une nouvelle du Décaméron)

### Études d'estétique et de littérature universelle
- Impresii asupra literaturii spaniole (en français : Impressions sur la littérature espagnole)
- Sensul clasicismului (1946) (en français : Le sens du classicisme)
- Scriitori străini (1967) (Écrivains étrangers) (Ouvrage paru après la mort de l'auteur)
- Ulysse (1967) (Ouvrage posthume)

### Histoire et critique littéraire
- Viața lui Eminescu (1932) (en fr. La Vie d'Eminescu)
- Opera lui Mihai Eminescu (1934) (en français : L'Œuvre de Mihai Eminescu)
- Viața lui Ion Creangă (1938) (en français : La vie de Ion Creangă)
- Ion Creangă. Viața și opera (1964) (en français : Ion Creangă. La Vie et l'Œuvre)
- Istoria literaturii române de la origini până în prezent, Fundația Regală pentru Literatură și Artă, București, 1941, (la seconde édition revue et ajoutée, Editura Minerva, București, 1982).
- Istoria literaturii române. Compendiu (1945)
- Principii de estetică (en français : Principes d'esthétique)
- Universul poeziei (1947) (en français : L'Univers de la poésie)
- Nicolae Filimon (1959) (Monographie)
- Cronica mizantropului (en français : La Chronique du misanthrope)
- Cronica optimistului (en français : La Chronique de l'optimiste).
- Gr. M. Alexandrescu (1962) (Monographie)
- Vasile Alecsandri (1965) (Monographie)

### Ouvrages rédigés en langues étrangères
- Alcuni missionari catolici italiani nella Moldavia nei secoli XVII e XVIII (1925)

### Œuvres littéraires

#### Romans
- Cartea Nunții (1933) [Le livre des noces]
- Enigma Otiliei (1938) (L'énigme d'Otilia)[1]
- Bietul Ioanide  (1953) [Le pauvre Ioanide]
- Scrinul Negru (1965) [L'Écrin noir]

#### Poésie
- Poezii (1937) (en français : Poésies)
- Lauda lucrurilor (1963) (en français : L'éloge des choses)

#### Théâtre
- Șun, mit mongol (1940) (en français : Chun, mythe mongol)
- Ludovic al XIX-lea (1964) (en français : Louis XIX)
- Teatru (1965) (en français : Théâtre)

#### Impressions de voyage
- Kiev, Moscova, Leningrad (1949) (en français : Kiev, Moscou, Léningrad)
- Am fost în China nouă (1953) (en français : J'ai été dans la nouvelle Chine)